# Hylia
A Hylia prasina a verébalakúak (Passeriformes) rendjébe, ezen belül a Hyliidae  családba tartozó Pholidornis nem egyetlen faja. 12 centiméter hosszú. Angola, Benin, Bissau-Guinea, Burkina Faso, Burundi, Dél-Szudán, Egyenlítői-Guinea, Elefántcsontpart, Gabon, Gambia, Ghána, Guinea, Kamerun, Kenya, a Kongói Demokratikus Köztársaság, a Kongói Köztársaság, a Közép-afrikai Köztársaság, Libéria, Mali, Nigéria, Ruanda, Sierra Leone, Szenegál, Togo és Uganda trópusi és szubtrópusi nedves erdőiben él. Rovarevő. Novembertől áprilisig költ.

## Alfajai
- H. p. prasina (Cassin, 1855) – nyugat-Gambiától, nyugat-Kenyáig és nyugat-Angoláig;
- H. p. poensis (Alexander, 1903) – Bioko-sziget (Fernando Póo-sziget).

## Fordítás
- Ez a szócikk részben vagy egészben  a   Green hylia című angol Wikipédia-szócikk fordításán alapul.  Az eredeti cikk szerkesztőit annak laptörténete sorolja fel. Ez a jelzés csupán a megfogalmazás eredetét és a szerzői jogokat jelzi, nem szolgál a cikkben szereplő információk forrásmegjelöléseként.